# Dukat (Bosilegrad)
Pour les articles homonymes, voir Dukat.
Dukat (en serbe cyrillique : Дукат) est un village de Serbie situé dans la municipalité de Bosilegrad, district de Pčinja. Au recensement de 2011, il comptait 253 habitants.
Dukat est également connu sous le nom de Dukat Mahala. Un autre village portant le nom de Dukat est situé à proximité.

## Démographie
| 1948  | 1953  | 1961  | 1971  | 1981 | 1991 | 2002 | 2011 |
| ----- | ----- | ----- | ----- | ---- | ---- | ---- | ---- |
| 1 211 | 1 111 | 1 089 | 1 047 | 807  | 623  | 397  | 253  |

|  |